# 60. ročník udílení Filmových cen Britské akademie
60. ročník udílení Filmových cen Britské akademie se konal v Royal Opera House v Londýně 11. února 2007. Moderátorem ceremoniálu byl Jonathan Ross. Ocenění se předávalo nejlepším filmům a dokumentů britským i mezinárodním, které se promítali v britských kinech v roce 2006. Nominace byly oznámeny 12. ledna 2007.

## Vítězové a nominovaní
Tučně jsou označeni vítězové.
| Nejlepší film | Nejlepší režisér |
| --- | --- |
| - Královna - Skrytá identita - Babel - Poslední skotský král - Malá Miss Sunshine                                                                                  | - Paul Greengrass – Let číslo 93 - Martin Scorsese – Skrytá identita - Alejandro González Iñárritu – Babel - Stephen Frears – Královna - Jonathan Dayton a Valerie Fairs – Malá Miss Sunshine                                        |
| Nejlepší herec v hlavní role | Nejlepší herečka v hlavní roli |
| - Forest Whitaker – Poslední skotský král - Leonardo DiCaprio – Krvavý diamant - Peter O'Toole – Venuše - Daniel Craig – Casino Royal - Richard Griffiths – Šprti  | - Helen Mirrenová – Královna - Penélope Cruz – Volver - Judi Dench – Zápisky o skandálu - Meryl Streep – Ďábel nosí Pradu - Kate Winslet – Jako malé děti                                                                            |
| Nejlepší herec ve vedlejší roli | Nejlepší herečka ve vedlejší roli |
| - Alan Arkin – Malá Miss Sunshine - James McAvoy – Poslední skotský král - Jack Nicholson – Skrytá identita - Leslie Phillips – Venuše - Michael Sheen – Královna  | - Jennifer Hudson – Dreamgirls - Abigail Breslin – Malá Miss Sunshine - Emily Bluntová – Ďábel nosí Pradu - Toni Collette – Malá Miss Sunshine - Frances de la Tour – Šprti                                                          |
| Nejlepší původní scénář | Nejlepší adaptovaný scénář |
| - Malá Miss Sunshine – Michael Arndt - Babel – Guillermo Arriaga - Faunův labyrint – Guillermo del Toro - Královna – Peter Morgan - Let číslo 93 – Paul Greengrass | - Poslední skotský král – Peter Morgan a Jeremy Brock - Skrytá identita – William Monahan - Zápisky o skándálu – Patrick Marber - Casino Royal – Neal Purvis, Robert Wade a Paul Haggis - Ďábel nosí Pradu – Aline Brosh McKenna     |
| Nejlepší kamera | Nejlepší debut – scénář, režie nebo produkce |
| - Potomci lidí - Faunův labyrint - Babel - Casino Royal - Let číslo 93                                                                                             | - Andrea Arnold (režisérka) – Red Road - Julian Gilbey (režisér) – Rollin' with the Nines - Christine Langan (producentka) – Pierrepoint - Gary Tarn (režisér) – Black Sun - Paul Andrew Williams (režisér) – Z Londýna do Brightonu |
| Nejlepší britský film | Nejlepší původní hudba |
| - Poslední skotský král - Faunův labyrint - Babel - Piráti z Karibiku: Truhla mrtvého muže - Let číslo 93                                                          | - Babel – Gustavo Santaolalla - Casino Royal – David Arnold - Dreamgirls – Henry Krieger - Happy Feet – John Powell - Královna – Alexandre Desplat                                                                                   |
| Nejlepší zvuk | Nejlepší produkční design |
| - Casino Royal - Babel - Faunův labyrint - Piráti z Karibiku: Truhla mrtvého muže - Let číslo 93                                                                   | - Potomci lidí - Faunův labyrint - Piráti z Karibiku: Truhla mrtvého muže - Casino Royal - Marie Antoinette |
| Nejlepší speciální efekty | Nejlepší kostýmní design |
| - Piráti z Karibiku: Truhla mrtvého muže - Superman se vrací - Faunův labyrint - Potomci lidí - Casino Royal                                                       | - Faunův labyrint - Marie Antoinetta - Ďábel nosí Pradu - Královna - Piráti z Karibiku: Truhla mrtvého muže |
| Nejlepší masky | Nejlepší střih |
| - Faunův labyrint - Ďábel nosí Pradu - Marie Antoinetta - Piráti z Karibiku: Truhla mrtvého muže - Královna                                                        | - Let číslo 93 - Skrytá identita - Babel - Casino Royal - Královna |
| Nejlepší cizojazyčný film | Nejlepší animovaný film |
| - Faunův labyrint - Apocalypto - Černá kniha - Přiznej barvu - Volver                                                                                              | - Happy Feet - Auta - Spláchnutej |
| Nejlepší krátký animovaný film | Nejlepší krátkometrážní film |
| - Guy 101 - Dreams and Desires: Family Ties - Petr a vlk | - Do Not Erase - Care - Mláďata - Hikikomori - Kissing, Tickling and Being Bored |
| Vycházející hvězda | |
| - Eva Greenová - Emily Bluntová - Naomie Harrisová - Cillian Murphy - Ben Whishaw                                                                                  | |